# The Ultimate Fighter 1 Finale
The Ultimate Fighter 1 Finale（ジ・アルティメット・ファイター・ワン・フィナーレ、別名The Ultimate Fighter: Team Couture vs. Team Liddell Finale）は、アメリカ合衆国の総合格闘技団体「UFC」の大会の一つ。本大会はリアリティ番組「The Ultimate Fighter」シーズン1のフィナーレとして、2005年4月9日、ネバダ州ラスベガスのコックス・パビリオンで開催された。

## 大会概要
The Ultimate Fighter 1のトーナメント決勝戦が行われ、ミドル級はディエゴ・サンチェス、ライトヘビー級はフォレスト・グリフィンが優勝を果たし、UFCとの契約を獲得した。
メインイベントではリッチ・フランクリンがケン・シャムロックをTKOで降した。
ディエゴ・サンチェス、クリス・リーベンがUFCに初出場した。

### The Ultimate Fighterの成功
本大会はUFCで初めてPPVではなく無料放送された大会（一部無料放送はUFC 37.5であり）となったが、高視聴率を獲得し、The Ultimate Fighter 1のコーチ対決、ランディ・クートゥアとチャック・リデルの対戦が組まれたUFC 52ではPPVを28万件、その再戦が組まれたUFC 57ではPPVを40万件売り上げるなど、その後UFCが急躍進する原動力となった。
UFC代表デイナ・ホワイトも、ライトヘビー級トーナメントの決勝戦として行なわれ激闘となったフォレスト・グリフィン対ステファン・ボナーを、UFCが成功する原動力になったと繰り返し称賛している。なお、フォレスト・グリフィン対ステファン・ボナーの試合は2013年にUFC殿堂の試合部門で殿堂入りを果たした。

## 試合結果

### プレリミナリィカード
第1試合 ミドル級 5分3R
○  アレックス・カラレクシス vs.  ジョシュ・ラファーティ ×
1R 1:40 TKO（レフェリーストップ）
第2試合 ライトヘビー級 5分3R
○  マイク・スウィック vs.  アレックス・ショーナウアー ×
1R 0:20 KO（パンチ）
第3試合 ミドル級 5分3R
○  ネイサン・クォーリー vs.  ロデューン・シンケイド ×
1R 3:17 TKO（レフェリーストップ）
第4試合 ミドル級 5分3R
○  ジョシュ・コスチェック vs.  クリス・サンフォード ×
1R 4:21 KO（パンチ）
第5試合 ミドル級 5分3R
○  クリス・リーベン vs.  ジェイソン・タッカー ×
1R 1:35 TKO（レフェリーストップ）
第6試合 ライトヘビー級 5分3R
○  サム・ホーガー vs.  ボビー・サウスワース ×
3R終了 判定3-0（29-28、29-28、30-28）

### メインカード
第7試合 TUF 1ミドル級トーナメント 決勝戦 5分3R
○  ディエゴ・サンチェス vs.  ケニー・フロリアン ×
1R 2:49 TKO（レフェリーストップ：マウントパンチ）
※サンチェスがトーナメント優勝
第8試合 TUF 1ライトヘビー級トーナメント 決勝戦 5分3R
○  フォレスト・グリフィン vs.  ステファン・ボナー ×
3R終了 判定3-0（29-28、29-28、29-28）
※グリフィンがトーナメント優勝
第9試合 ライトヘビー級 5分3R
○  リッチ・フランクリン vs.  ケン・シャムロック ×
1R 2:42 TKO（レフェリーストップ：パウンド）